# Троян, Филарет Варфоломеевич
Филарет Варфоломеевич Троян (1 декабря 1866 — ?) — полковник Российской императорской армии; участник Первой мировой войны, кавалер ордена Святого Георгия 4-й степени. После революции служил в Белой армии.

## Биография
Родился 1 декабря 1866 года. По вероисповеданию — православный. Окончил Сененское народное училище. 
В Российской императорской армии с 11 декабря 1887 года. Окончил Казанское пехотное юнкерское училище по первому разряду, откуда был выпущен в Белебеевский резервный батальон. 1 сентября 1896 года получил старшинство в чине подпоручика. 1 сентября 1900 года получил старшинство в чине поручика. 1 сентября 1904 года получил старшинство в чине штабс-капитана. 1 сентября 1908 года получил старшинство в чине капитана. По состоянию на 1 ноября 1913 года служил в 7-м Сибирском стрелковом полку в том же чине.
Принимал участие в Первой мировой войне. По состоянию на 13 августа 1915 года служил в том же чине и в том же полку. 13 августа 1915 года получил чин подполковника, с формулировкой «за отличия в делах» и со старшинство с 14 февраля 1915 года. 12 июня 1916 года на основании статьи 1 и статьи 9 приказа № 563 по военному ведомству от 1915 года получил чин полковника, со старшинством с 19 июля 1915 года. По состоянию на 17 декабря 1916 года служил в том же чине и в том же полку.
Принимал участие в Белом движении востока России.По состоянию на 15 августа 1918 года был командиром 20-го стрелкового Оренбургского полка Народной армии.

## Награды
Филарет Варфоломеевич Троян был награждён следующими орденами:
- Орден Святого Георгия 4-й степени (26 сентября 1916);
- Орден Святого Владимира 4-й степени с мечами и бантом (1 апреля 1915);
- Орден Святой Анны 2-й степени с мечами (17 декабря 1916);
- Орден Святой Анны 3-й степени (17 мая 1914);
- Орден Святого Станислава 2-й степени с мечами (24 апреля 1916);
- Орден Святого Станислава 3-й степени (1910).